# Distretto di Czarnków e Trzcianka
Il distretto di Czarnków e Trzcianka (in polacco powiat czarnkowsko-trzcianecki) è un distretto polacco appartenente al voivodato della Grande Polonia.

## Geografia antropica

### Suddivisioni amministrative
Il distretto comprende 8 comuni.
- Comuni urbani: Czarnków
- Comuni urbano-rurali: Krzyż Wielkopolski, Trzcianka, Wieleń
- Comuni rurali: Czarnków, Drawsko, Lubasz, Połajewo